# سوبک‌حتپ چهارم
سوبک‌حُتِپ چهارم فرعونی در دودمان سیزدهم مصر باستان بود که به گفته مصرشناسان نیرومندترین فرمانروای آن دودمان به‌شمار می‌رفته است.

## تبار
سوبک‌حُتِپ چهارم همچون برادرش نفرهوتپ یکم از خانواده‌ای نظامی به قدرت رسید. نام پدر آن‌ها هانخف بوده که در منابع با نام «پدر خدایگان» خوانده می‌شده. نام مادرش نیز کِمی بوده. سوبک‌حُتِپ چهارم جانشین برادرش پس از ۱۱ سال فرمانرواییش شد. دلیل مرگ نفرهوتپ یکم پس از دوران کوتاه فرمانرواییش مشخص نیست.

## دوران
باور بر این است که او برای نزدیک به ۱۰ سال فرمانروایی کرد. از او تعداد زیادی سنگ یادبود، تندیس، اشیا، و مهر به جای مانده. شواهدی نیز از انجام عملیات ساختمانی توسط او در ابیدوس وجود دارند.
همسر سوبک‌حُتِپ چهارم تجان نام داشته. نام اعضای دربار او به همراه چندین فرزندش نیز شناخته شده‌اند. وزیر اعظم او نفرکارع ییمرو نام داشته. مسوول خزانه‌داری او نیز سنبی بوده.